# Lucien Lessard (hockey sur glace)
Pour les articles homonymes, voir Lessard.
Lucien Lessard, dit Junior Lessard, (né le 26 mai 1980 à Saint-Joseph-de-Beauce, province de Québec) est un joueur professionnel canadien de hockey sur glace.

## Carrière de joueur
Il commence sa carrière en 1999 en jouant quatre saisons pour l'Université du Minnesota dans la NCAA où il remporte le trophée Hobey Baker, remis au meilleur joueur universitaire de l'année dans la NCAA en 2004.
Le 15 avril 2004, il signe un premier contrat professionnel avec les Stars de Dallas. Il passe sa première saison chez les professionnels dans la Ligue américaine de hockey avec les Aeros de Houston.
Au cours de la saison 2005-2006, il joue ses premiers matchs dans la Ligue nationale de hockey avec les Stars de Dallas.
Le 15 janvier 2008, il est échangé au Lightning de Tampa Bay en retour de Dan Jancevski.
Le 9 juillet 2008, il signe un contrat avec les Thrashers d'Atlanta mais il joue avec leur club-école, les Wolves de Chicago. Le 13 janvier 2009, il est échangé aux Islanders de New York en retour de Brett Skinner. Il est assigné aux Sound Tigers de Bridgeport.
Il commence la saison 2009-2010 en Finlande, avec le Ilves Tampere de la SM-liiga. Après 4 matchs, il est victime d’une déchirure ligamentaire au genou. Après plusieurs semaines de convalescences, il se joint à l’Isothermic de Thetford Mines de la Ligue nord-américaine de hockey, où il joue quatre matchs. Il termine la saison en Allemagne, avec le Augsburger Panther de la DEL.
Le 11 novembre 2010, il se joint à nouveau à l’Isothermic de Thetford Mines. Après avoir joué quatre matchs avec l'équipe, il signe le 4 décembre 2010 avec les Steelheads de l'Idaho de l'ECHL.

## Après carrière
Après avoir pris sa retraite, Junior Lessard est devenu enseignant d'anglais à la Polyvalente Benoît-Vachon de Sainte-Marie.
Il décroche par la suite un contrat à la Polyvalente Saint-François de Beauceville.

## Trophées et honneurs personnels
- Ligue nord-américaine de hockey
  - 2011-2012 : remporte la Coupe Canam avec l'Isothermic de Thetford Mines.
- Ligue américaine de hockey
  - 2006: Sélectionné pour le Match des étoiles avec l'équipe Canada.
- NCAA
  - 2003-2004 : remporte le Trophée Hobey Baker remis au meilleur joueur de la NCAA.

## Statistiques
| Saison     | Équipe                         | Ligue      |    | Saison régulière | Saison régulière | Saison régulière | Saison régulière | Saison régulière |   | Séries éliminatoires | Séries éliminatoires | Séries éliminatoires | Séries éliminatoires | Séries éliminatoires |
| Saison     | Équipe                         | Ligue      | PJ | B                | A                | Pts              | Pun              | PJ               | B | A                    | Pts                  | Pun                  |                      |                      |
| 2000-2001  | Université de Minnesota-Duluth | NCAA       | 36 | 4                | 8                | 12               | 12               | -                | - | -                    | -                    | -                    |                      |                      |
| 2001-2002  | Université de Minnesota-Duluth | NCAA       | 39 | 17               | 13               | 30               | 50               | -                | - | -                    | -                    | -                    |                      |                      |
| 2002-2003  | Université de Minnesota-Duluth | NCAA       | 40 | 21               | 16               | 37               | 20               | -                | - | -                    | -                    | -                    |                      |                      |
| 2003-2004  | Université de Minnesota-Duluth | NCAA       | 45 | 32               | 31               | 63               | 34               | -                | - | -                    | -                    | -                    |                      |                      |
| 2004-2005  | Aeros de Houston               | LAH        | 71 | 11               | 11               | 22               | 25               | 5                | 1 | 0                    | 1                    | 0                    |                      |                      |
| 2005-2006  | Stars de l'Iowa                | LAH        | 66 | 26               | 32               | 58               | 30               | 7                | 3 | 4                    | 7                    | 4                    |                      |                      |
| 2005-2006  | Stars de Dallas                | LNH        | 5  | 1                | 0                | 1                | 12               | -                | - | -                    | -                    | -                    |                      |                      |
| 2006-2007  | Stars de l'Iowa                | LAH        | 65 | 27               | 25               | 52               | 32               | 12               | 4 | 5                    | 9                    | 4                    |                      |                      |
| 2006-2007  | Stars de Dallas                | LNH        | 1  | 1                | 0                | 1                | 0                | -                | - | -                    | -                    | -                    |                      |                      |
| 2007-2008  | Stars de l'Iowa                | LAH        | 36 | 10               | 11               | 21               | 15               | -                | - | -                    | -                    | -                    |                      |                      |
| 2007-2008  | Stars de Dallas                | LNH        | 2  | 0                | 0                | 0                | 2                | -                | - | -                    | -                    | -                    |                      |                      |
| 2007-2008  | Admirals de Norfolk            | LAH        | 19 | 6                | 9                | 15               | 4                | -                | - | -                    | -                    | -                    |                      |                      |
| 2007-2008  | Lightning de Tampa Bay         | LNH        | 19 | 1                | 1                | 2                | 9                | -                | - | -                    | -                    | -                    |                      |                      |
| 2008-2009  | Wolves de Chicago              | LAH        | 41 | 6                | 5                | 11               | 10               | -                | - | -                    | -                    | -                    |                      |                      |
| 2008-2009  | Sound Tigers de Bridgeport     | LAH        | 21 | 7                | 6                | 13               | 2                | 1                | 0 | 1                    | 1                    | 0                    |                      |                      |
| 2009-2010  | Ilves Tampere                  | SM-liiga   | 4  | 0                | 1                | 1                | 2                | -                | - | -                    | -                    | -                    |                      |                      |
| 2009-2010  | Isothermic de Thetford Mines   | LNAH       | 4  | 2                | 1                | 3                | 0                | -                | - | -                    | -                    | -                    |                      |                      |
| 2009-2010  | Augsburger Panther             | DEL        | 4  | 0                | 0                | 0                | 0                | -                | - | -                    | -                    | -                    |                      |                      |
| 2010-2011  | Isothermic de Thetford Mines   | LNAH       | 4  | 0                | 3                | 3                | 2                | -                | - | -                    | -                    | -                    |                      |                      |
| 2010-2011  | Steelheads de l'Idaho          | ECHL       | 22 | 10               | 10               | 20               | 16               | -                | - | -                    | -                    | -                    |                      |                      |
| 2011-2012  | Isothermic de Thetford Mines   | LNAH       | 25 | 12               | 11               | 23               | 6                | 8                | 1 | 3                    | 4                    | 0                    |                      |                      |
| 2012-2013  | Isothermic de Thetford Mines   | LNAH       | 2  | 0                | 1                | 1                | 0                | -                | - | -                    | -                    | -                    |                      |                      |
|            |                                |            |    |                  |                  |                  |                  |                  |   |                      |                      |                      |                      |                      |
| 2015-2016  | Justiciers de Saint-Joseph     | LHBBF      |    | 8                | 4                | 7                | 11               | 6                |   | 10                   | 3                    | 2                    | 5                    | 4                    |
| 2016-2017  | Justiciers de Saint-Joseph     | LHBBF      |    | 11               | 1                | 9                | 10               | 6                |   | 4                    | 0                    | 2                    | 2                    | 2                    |
| Totaux LNH | Totaux LNH                     | Totaux LNH |    | 27               | 3                | 1                | 4                | 23               |   | -                    | -                    | -                    | -                    | -                    |